# Los buitres cavarán tu fosa
Los buitres cavarán tu fosa ist ein im deutschen Sprachraum nicht aufgeführter Italowestern aus der Spätphase des Genres. Der italienische Titel des Filmes (ebenfalls in der Bedeutung "Die Krähen/Geier werden dir dein Grab ausheben") lautet I corvi ti scaveranno la fossa.

## Handlung
Da das Banditenunwesen kurz nach Beendigung des amerikanischen Bürgerkrieges immer unkontrollierbarer wird, heuert das Transportunternehmen Wells Fargo einige Pistoleros an, um sich gegen die häufenden Überfälle zu schützen. Einer dieser Männer, Jeff Sullivan, ist mit besonderem Eifer bei der Sache, da er auf diese Weise hofft, dem rücksichtslosen Banditen Glenn Kovacks auf die Spur zu kommen, der vor einiger Zeit Sullivans Frau mit seiner Bande barbarisch ermordet hat.
Nachdem es Sullivan gelungen ist, Kovacks Stiefbruder Dan, der unschuldig im Straflager gefangen war, freizubekommen, benutzt er ihn als Mittel, um an Glenn heranzukommen. Dabei erhalten sie Begleitung durch den skrupellosen Kopfgeldjäger Pancho Corrales, der ebenfalls bei Wells Fargo untergekommen war, und müssen sowohl ihre eigenen Verfolger auf Distanz halten als auch die Spur Glenns nicht verlieren.
Als schließlich die Konfrontation stattfindet, endet sie mit dem Tod von Pancho und Glenn und die Vernichtung der gesamten Bande, während Jeff überlebt und den schwer verletzten Dan retten kann.

## Kritik
„Derb, blutrünstig, wirr. Mehr Paella als Spaghetti.“

Segnalazioni Cinematografiche 72 schrieb: „Die dünne Handlung dieses Westerns wird durch eine Reihe von Nebensächlichkeiten unnötig in die Länge gezogen; das langsame Tempo des Filmes macht sie nicht verständlicher.“

## Bemerkungen
Der manchmal anzutreffende deutsche Titel Jeff Sullivan – Senkrecht zur Hölle war der für die dann nicht zustande gekommene Veröffentlichung gedachte.
Außenaufnahmen des Filmes fanden in Garraf, die zweiwöchigen Studioaufnahmen in den Elios-Studios in Rom statt.